# Нововарламово
Нововарламово (рос. Нововарламово) — присілок у Октябрському районі Челябінської області Російської Федерації.
Входить до складу муніципального утворення Свободненське сільське поселення. Населення становить 253 особи (2010). Населений пункт розташований на землях українського культурного та етнічного краю Сірий Клин.

## Історія
Від 4 листопада 1926 року належить до Октябрського району Челябінської області.
Згідно із законом від 15 вересня 2004 року органом місцевого самоврядування є Свободненське сільське поселення.

## Населення
| 2002 | 2010 |
| ---- | ---- |
| 357  | ↘253 |